# Father MC
Father MC es un cantante de new jack swing y hip hop, que entró en el panorama musical con el hit "I'll Do 4 U" en el año 1990, dentro de su disco debut "Father's Day". Dos años después, editó "Close to you" otro de sus álbumes más exitosos. En 1993 participó dentro del disco "Uptown MTV Unplugged" junto a artistas como Mary J. Blige, Jodeci y Christopher Williams. Inicialmente se formó con unas raíces reggae que mezcla con el hip hop y letras sentimentales. Después de un hiatus de cuatro años sin pasar por el estudio volvió en 1999 con "No Secrets". En 2003 editó "My", compuesto completamente por él. Su nombre real es Timothy Brown, pero también es conocido como "Tino Brown".

## Discografía
- "Father's Day" (1990).
- "I've Been Watching U" (1991).
- "Close to You" (1992).
- "This Is for the Players" (1995).
- "Sexual Playground" (1995).
- "No Secrets" (1999).
- "My" (2003).

- Datos: Q5437629